# Papoušek červenokřídlý
Papoušek červenokřídlý (Aprosmictus erythropterus) je druh papouška rozšířený na rozsáhlém území Austrálie a na Papui Nové Guineji. Obývá lesy v blízkosti řek, jejich okraje, akátové porosty a savany.
Dorůstá 30–33 cm. Obě pohlaví jsou převážně jasně zelená s šedými končetinami a výraznou červenou skvrnou na křídlech, která je u samců větší, než u samic. Samci mají navíc téměř celý tmavý hřbet, modrou horní část kostřce a oranžový zobák a duhovku. Samice jsou v porovnání se samci jednotvárnější s hnědou duhovkou.
Živí se semeny blahovičníku, akátu, květy, bobulemi a hmyzem. Hnízdí nejčastěji ve stromových dutinách vysoko nad zemí. Samice klade 3–6 bílých vajec, na jejichž inkubaci se podílí sama, zatímco samec jí do hnízda přináší potravu.